# 伯恩哈迪高地
80°20′S 25°0′W / 80.333°S 25.000°W
伯恩哈迪高地（英語：Bernhardi Heights），是南極洲的高地，位於科茨地，屬於沙克爾頓山脈的一部分，海拔高度1,220米，在1967年由美國海軍拍攝空中照片，現時由南極條約體系管理。